# 固噜斯希布
固噜斯希布（？—1704年），蒙古族，伊克昭盟鄂尔多斯左翼后旗人，鄂尔多斯左翼后旗札萨克固山贝子。

## 生平
1657年，固噜斯希布任鄂尔多斯左翼后旗札萨克固山贝子。1680年，因随军征讨陕西省神木县孙群甲有功，晋封多罗贝勒，并兼任鄂尔多斯济农。1704年，固噜斯希布逝世。